# Heflin (Alabama)
Heflin város az USA Alabama államában, Cleburne megyében, melynek megyeszékhelye is. Lakosainak száma 3431 fő (2020. április 1.).

## Népesség
A település népességének változása:
| Lakosok száma | 383  | 460  | 1026 | 1232 | 1982 | 2400 | 3014 | 2906 | 3480 | 3431 |
|               | 1890 | 1900 | 1920 | 1930 | 1950 | 1960 | 1980 | 1990 | 2010 | 2020 |